# Frederic Edwin Church
Pour les articles homonymes, voir Church.
 (août 2021).
Si vous disposez d'ouvrages ou d'articles de référence ou si vous connaissez des sites web de qualité traitant du thème abordé ici, merci de compléter l'article en donnant les références utiles à sa vérifiabilité et en les liant à la section « Notes et références ».
Frederic Edwin Church, né à Hartford (Connecticut) le 4 mai 1826 et mort le 7 avril 1900 à Greenport (État de New York), est un peintre paysagiste américain. Il est une figure centrale de « l'Hudson River School » qui regroupe alors des paysagistes américains.

## Biographie
L'aisance financière de son père, un orfèvre et horloger qui sera également le président de la compagnie d'assurances Aetna, permet à Frederic Edwin Church de se consacrer précocement à l'art. Dès l'âge de 18 ans, après une rencontre favorisée par Daniel Wadsworth, un voisin et ami de la famille Church, le jeune Frederic devient, à Catskill, une petite localité de l'État de New York, l'unique élève de Thomas Cole le fondateur de l'Hudson River School. Plus tard, Church sera considéré comme le chef de file de la seconde génération de ce mouvement artistique américain.
En 1849, Frederic Edwin Church est élu à l'Académie américaine des beaux-arts, devenant ainsi le plus jeune membre de ce cénacle. Peu après, il vend sa première œuvre d'importance au Wadsworth Atheneum de Hartford.
Il s'installe vers 1850 à New York, où il a un premier élève, William James Stillman, et continue de peindre des paysages de la Nouvelle-Angleterre. À cette époque, il a pour coutume, du printemps jusqu'à l'automne, de voyager, souvent à pied, tout en dessinant. Chaque hiver, il s'installe dans son atelier afin de se servir de ses esquisses pour peindre des tableaux de très grands formats, et les vendre pour des sommes de plus en plus importantes. Cette première période de l'œuvre de Church doit encore beaucoup au style de son maître Thomas Cole, mais percent déjà quelques singularités de son tempérament. Contrairement à Cole qui privilégie les compositions éthérées, presque mythologiques, dans ses paysages, Church préfère les scènes où sont associées vie et fantaisie dans un décor où l'artiste fait usage d'une riche palette chromatique, ayant recours à des rouges, des violets et des oranges qui donnent à ses tableaux une tension presque dramatique.
Devenu bientôt célèbre en Amérique pour ses paysages colossaux, Church cherche toutefois à se démarquer des autres peintres en diversifiant son inspiration, souvent grâce à la conception de paysages évoquant des lieux exotiques. Il entreprend à deux reprises des voyages de plusieurs mois en Amérique du Sud, et séjourne principalement à Quito, capitale de l'Équateur.
Son premier voyage a lieu en 1853. À ce moment de sa carrière, Church est influencé par les théories du grand penseur et géographe prussien Alexandre von Humboldt sur la terre, la matière et l'espace. Humboldt avait ainsi mis au défi les artistes de pouvoir parvenir à représenter la « physionomie » singulière de la cordillère des Andes. Church va s'y employer, voyageant littéralement sur les traces de Humboldt, puisqu'il a demeuré dans la vieille maison où Humboldt avait résidé à Quito.
Quand Church retourne en Amérique du Sud pour son deuxième voyage en 1857, il a des vues moins nobles. L'artiste est alors financé par l'homme d'affaires américain Cyrus Field qui cherche à utiliser la renommée du peintre pour attirer l'attention des investisseurs sur ses entreprises sud-américaines. Le tableau Le Cœur des Andes, aujourd'hui propriété du Metropolitan Museum of Art de New York, est issu du second voyage. La toile, qui mesure plus d'un mètre cinquante en hauteur et près de trois en largeur, est dévoilée en 1859 à New York devant un public ébahi. Church l'installe dans une pièce spécialement éclairée, munie de rideaux et de frondes de palmiers, et fait payer l'entrée au public. Tout doit servir à créer un événement sensationnel. Et c'est un succès immédiat. Church vend ensuite l'œuvre pour 10 000 $, ce qui, à l'époque, est le prix le plus élevé jamais atteint par un tableau d'un peintre américain vivant. Il est alors surnommé le « Michel-Ange du paysage. »
En 1860, son aisance financière permet à Church d'acheter une vaste ferme à Greenport, près de Hudson, et il épouse Isabel Carnes. Ses deux premiers enfants meurent de diphtérie en mars 1863, mais il aura un autre enfant, Frederic junior, en 1865.

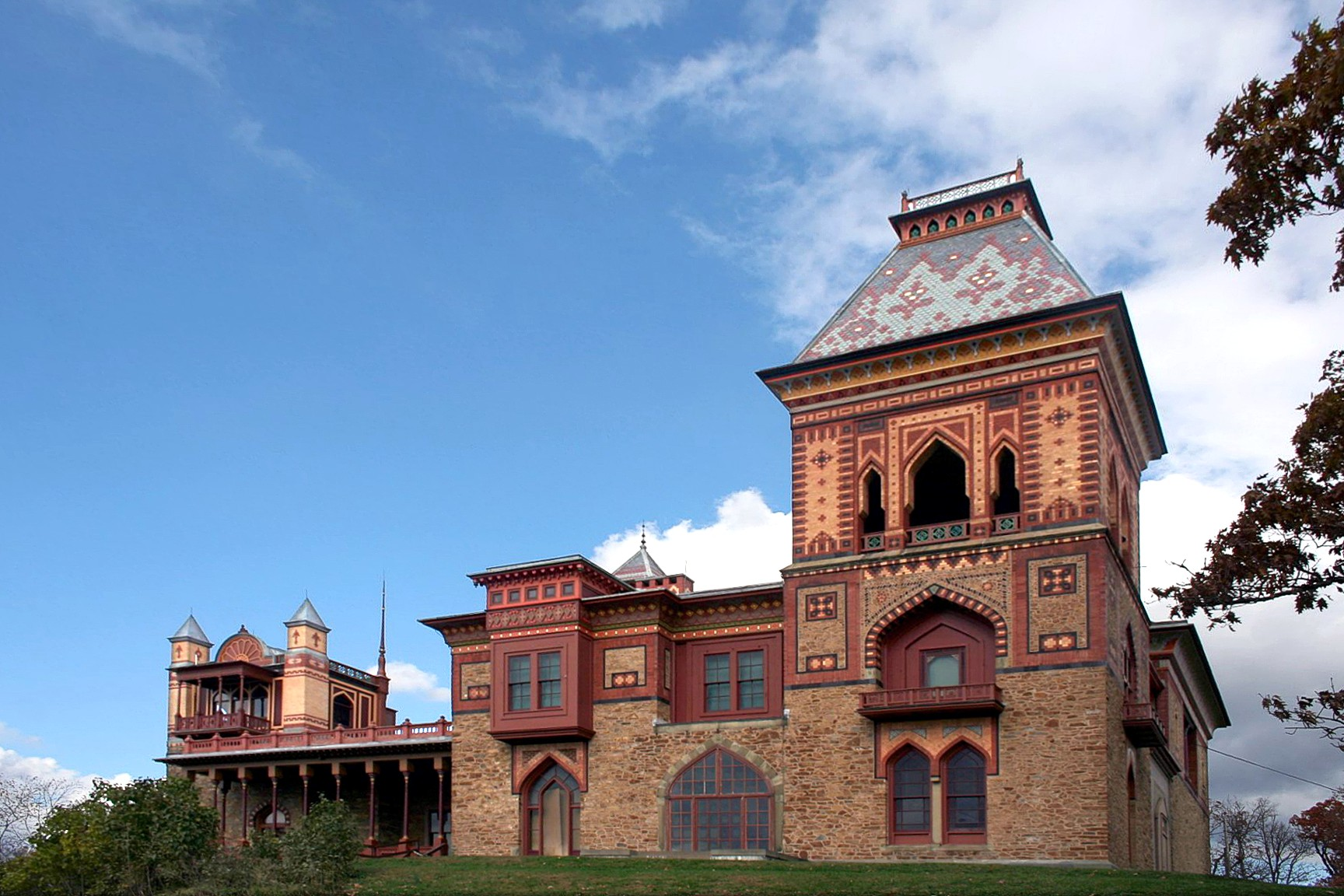
La maison d'Olana (1872) de l'architecte Calvert Vaux, propriété de Frederic Edwin Church.

En 1870, il commence la construction, sur une colline de sa propriété, d'une maison d'inspiration persane où la famille s'installe à l'été 1872. Les premiers plans sont signés par l'architecte Richard Morris Hunt, reconnu pour ses maisons monumentales et qui a également travaillé en France aux travaux d'agrandissement du Louvre en 1854 ; mais Church l'écartera du projet pour le confier à l'architecte anglais Calvert Vaux après un long voyage en Europe et au Proche-Orient pendant lequel, fidèle à ses habitudes, il ramène plusieurs dessins dont certains serviront de base à des œuvres peintes.
Atteint de polyarthrite rhumatoïde à partir de 1876, l'artiste est sérieusement handicapé de la main droite ce qui réduit sensiblement sa capacité à peindre. Il s'astreint à une rééducation difficile et, au prix d'une discipline de fer, parvient à utiliser sa main gauche afin de continuer à produire des tableaux, quoiqu'à un rythme beaucoup plus lent.
Au cours des vingt dernières années de sa vie, Church consacre une grande partie de son énergie à embellir sa maison d'Olana.
Il meurt le 7 avril 1900 et est enterré au cimetière de Spring Grove, à Hartford, au Connecticut.

## Œuvres notables
- Les Chutes de Tequendama (1854), musée d'art de Cincinnati
- Niagara (1857), Corcoran Gallery of Art (National Gallery of Art)
- Le Cœur des Andes (1859), Metropolitan Museum of Art
- Crépuscule dans la nature sauvage (1860), Cleveland Museum of Art
- Le Cotopaxi (1862), Detroit Institute of Arts
- Le Parthénon (1871), Metropolitan Museum of Art
- Paysage tropical, vers 1855, 28 × 41,3 cm, Musée Thyssen-Bornemisza, Madrid

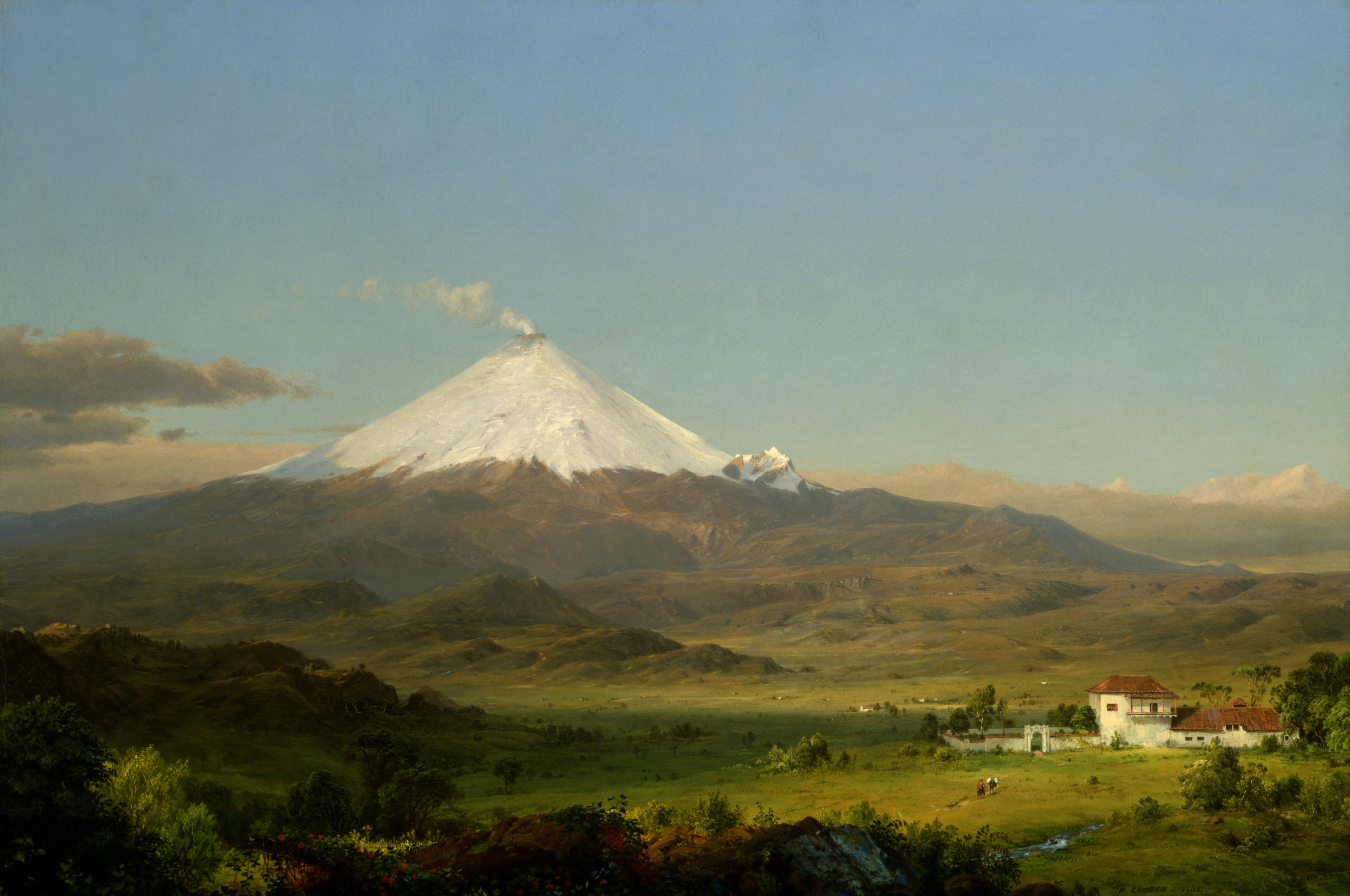
Cotopaxi, 1855, Smithsonian American Art Museum, Washington, D.C..
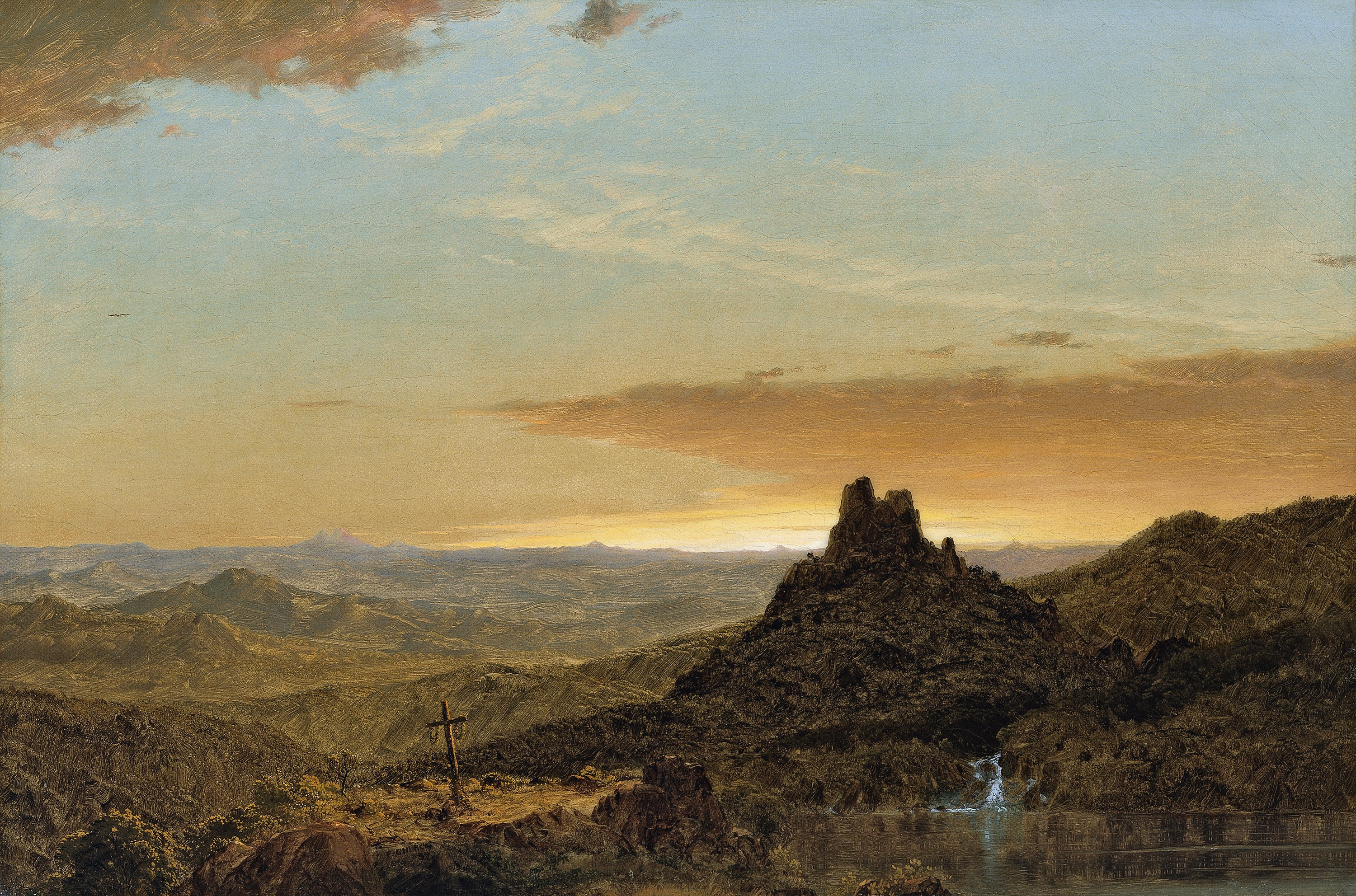
Une croix en région sauvage, 1857, musée Thyssen-Bornemisza, Madrid.
Niagara, 1857, Corcoran Gallery of Art, Washington, D.C..
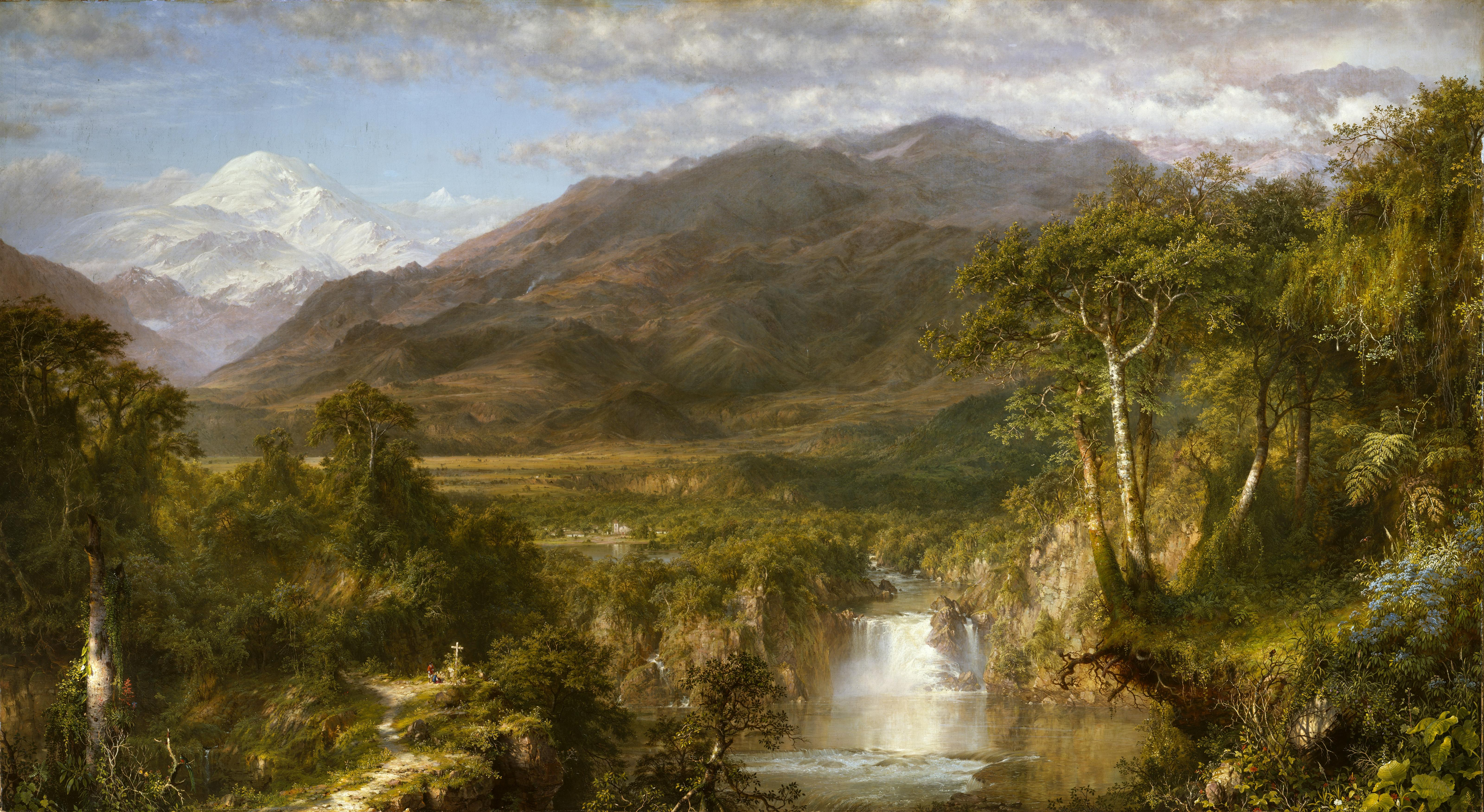
Le Cœur des Andes, 1859, Metropolitan Museum of Art, New York.
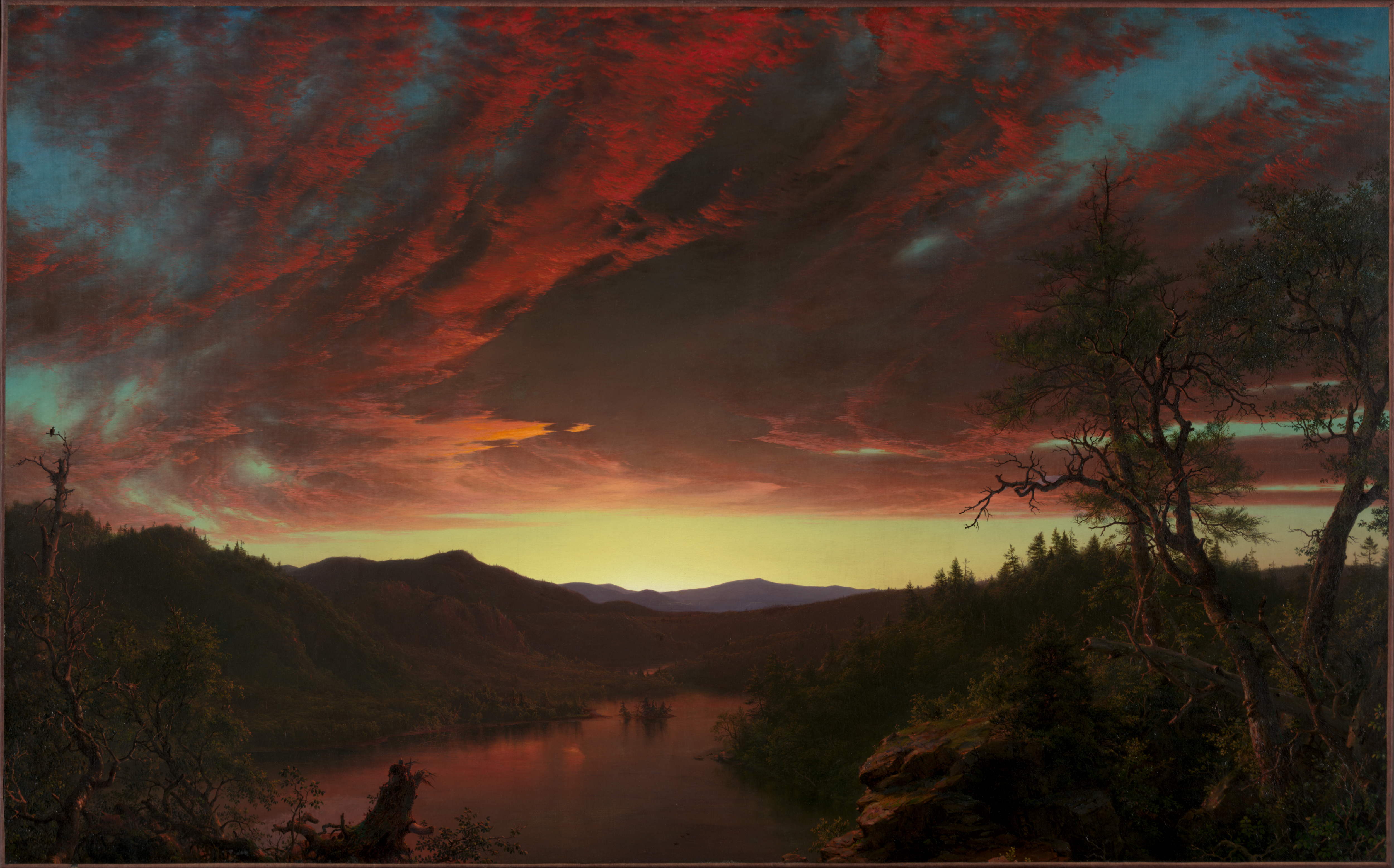
Crépuscule dans la nature sauvage, 1860, Cleveland Museum of Art, Cleveland.
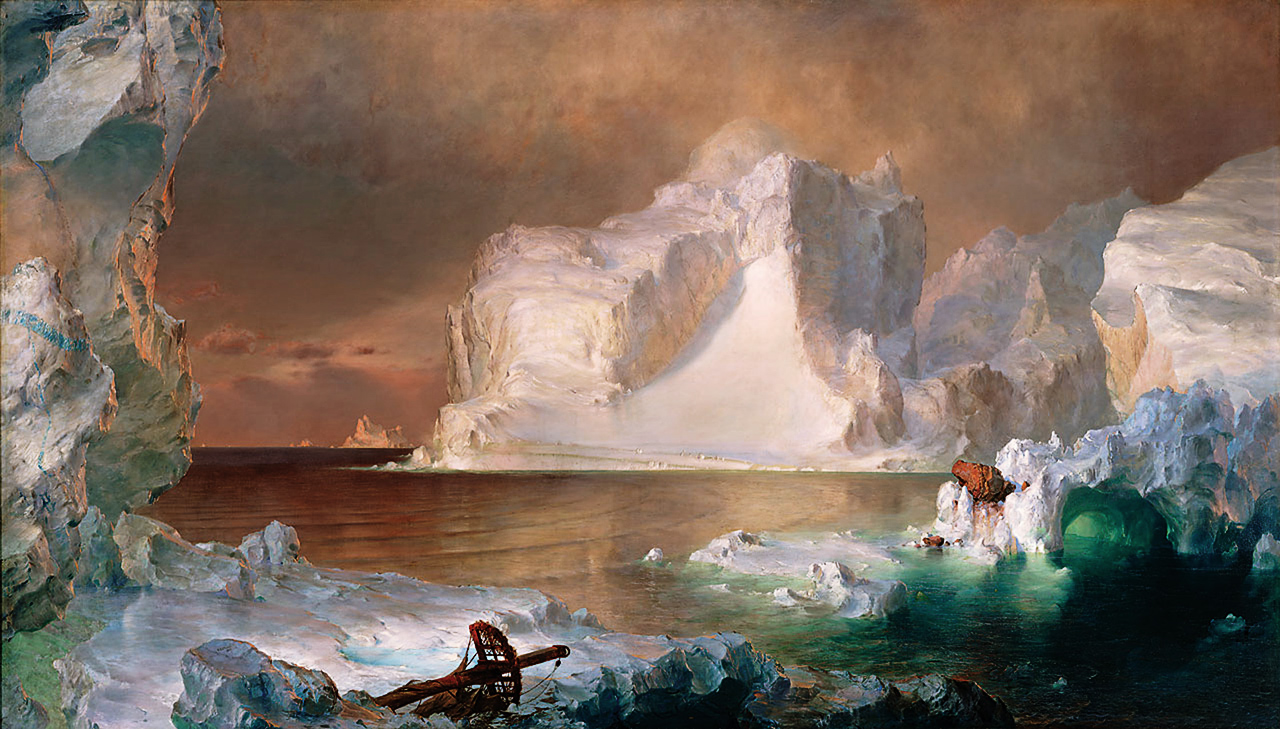
Les Icebergs, 1861, musée d'Art de Dallas, Dallas.
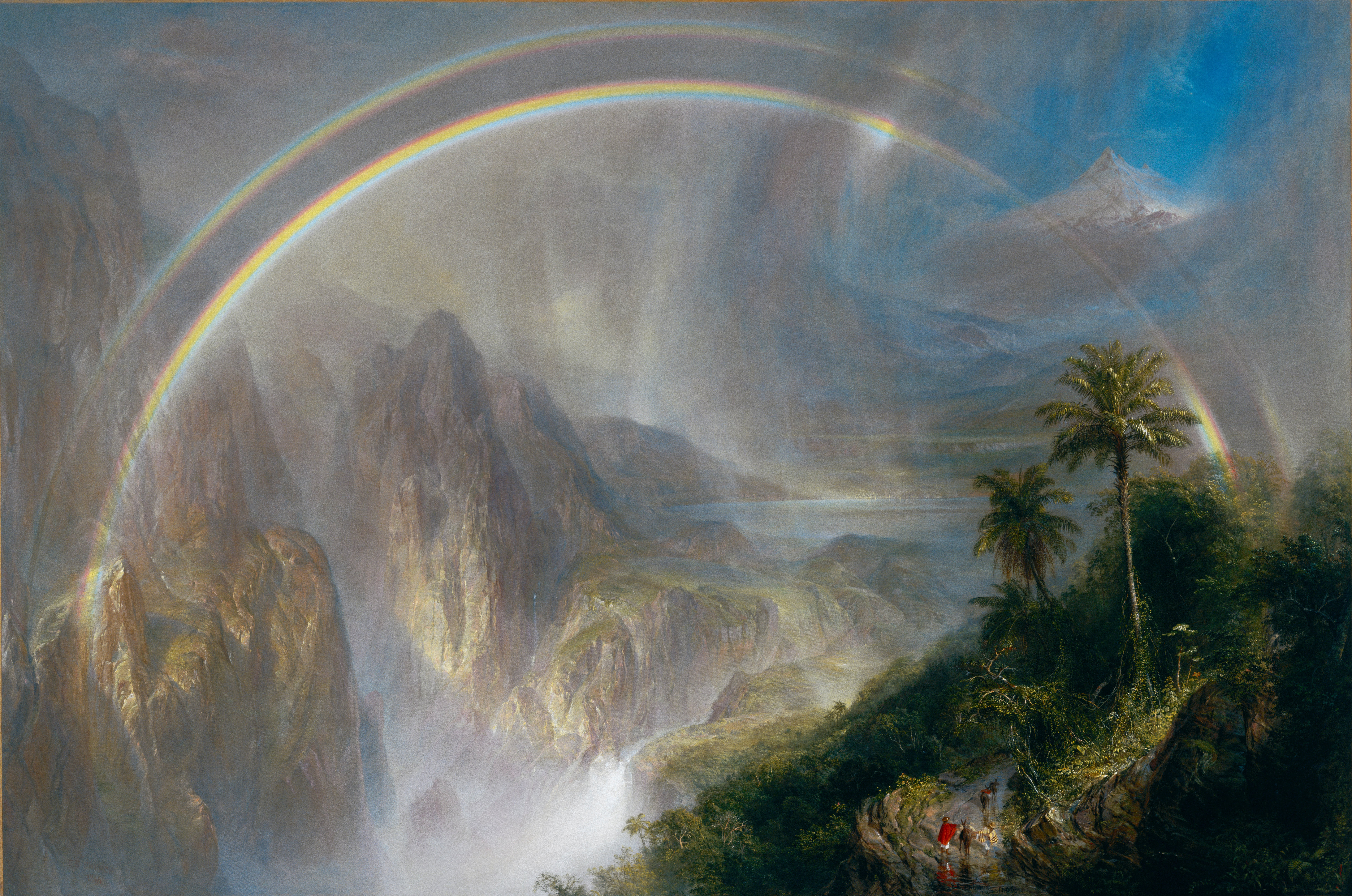
Saison des pluies aux tropiques, 1866, Musée des beaux-arts de San Francisco, San Francisco.
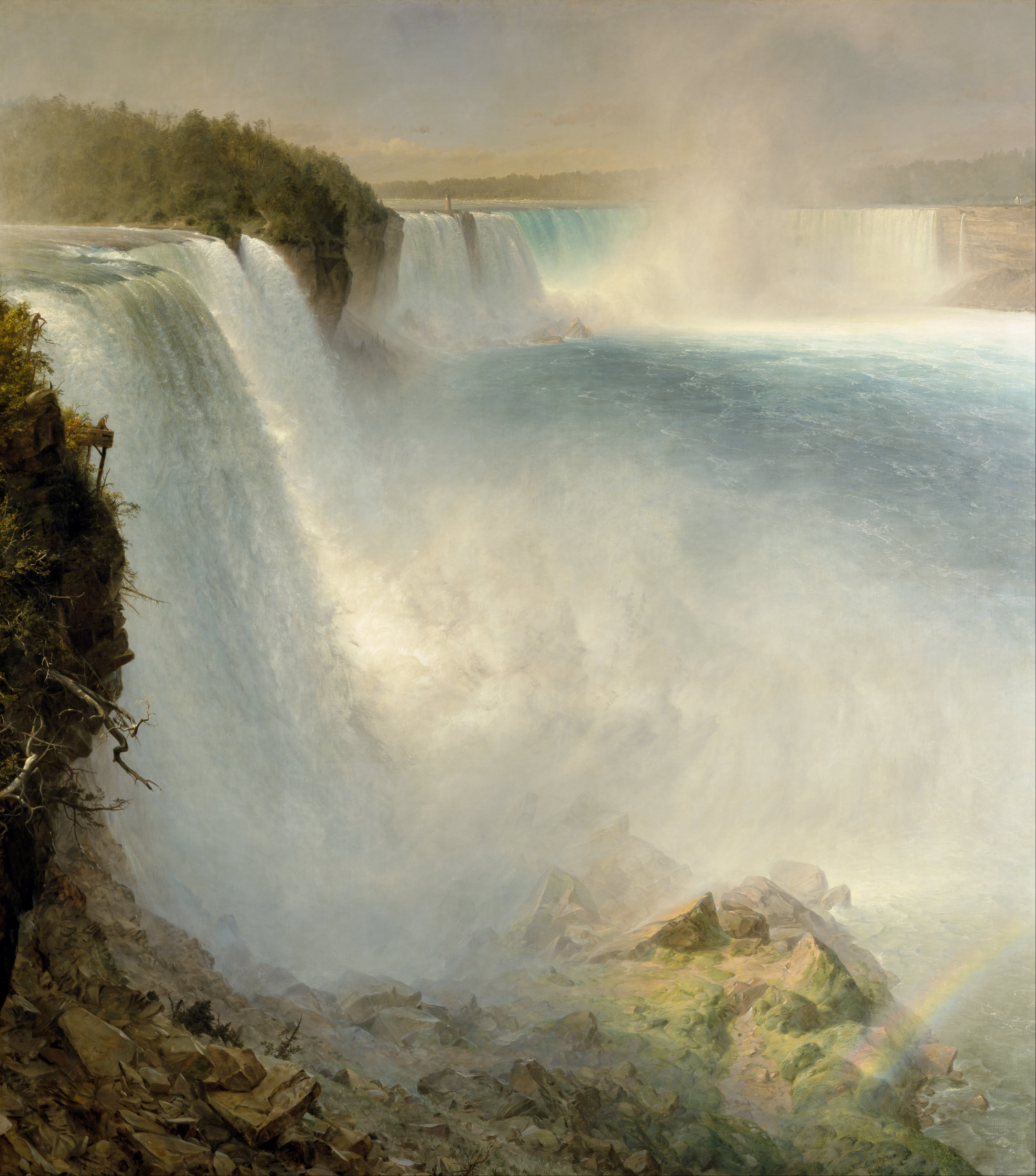
Chutes du Niagara, côté américain, 1867, National Gallery of Scotland, Édimbourg.
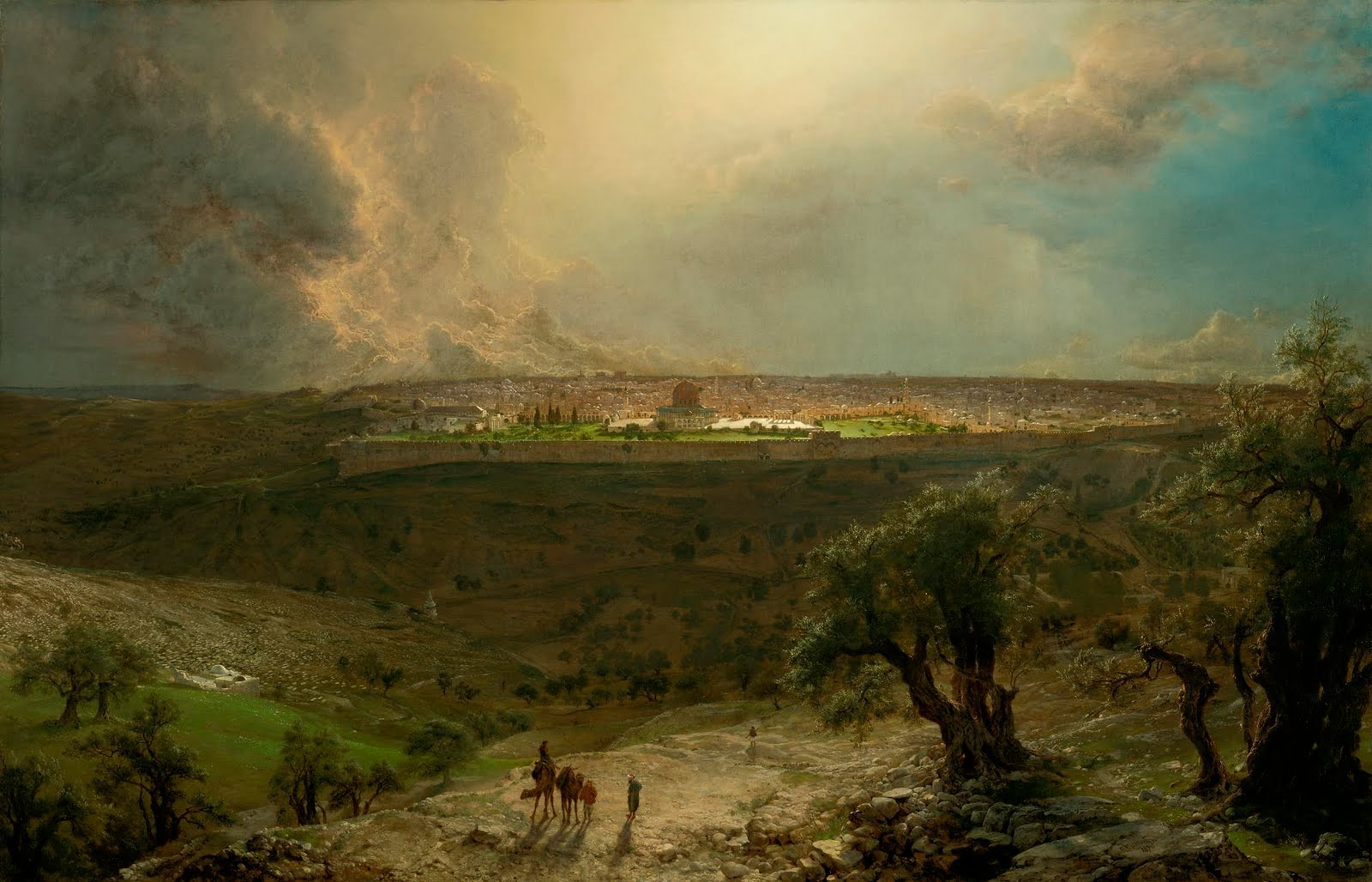
Jérusalem vue depuis le mont des Oliviers, 1870, Nelson-Atkins Museum of Art, Kansas City.
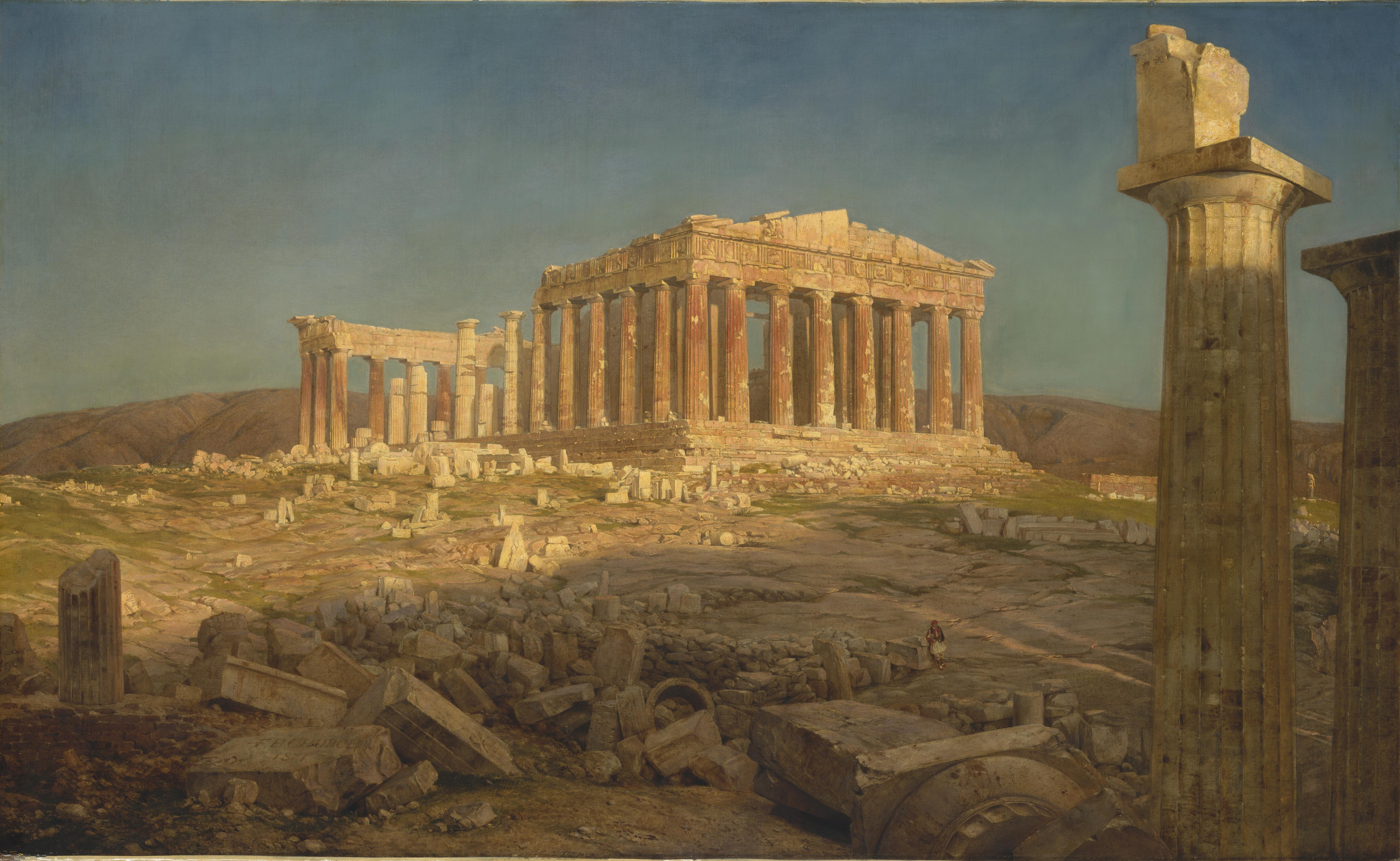
Le Parthénon, 1871, Metropolitan Museum of Art, New York.
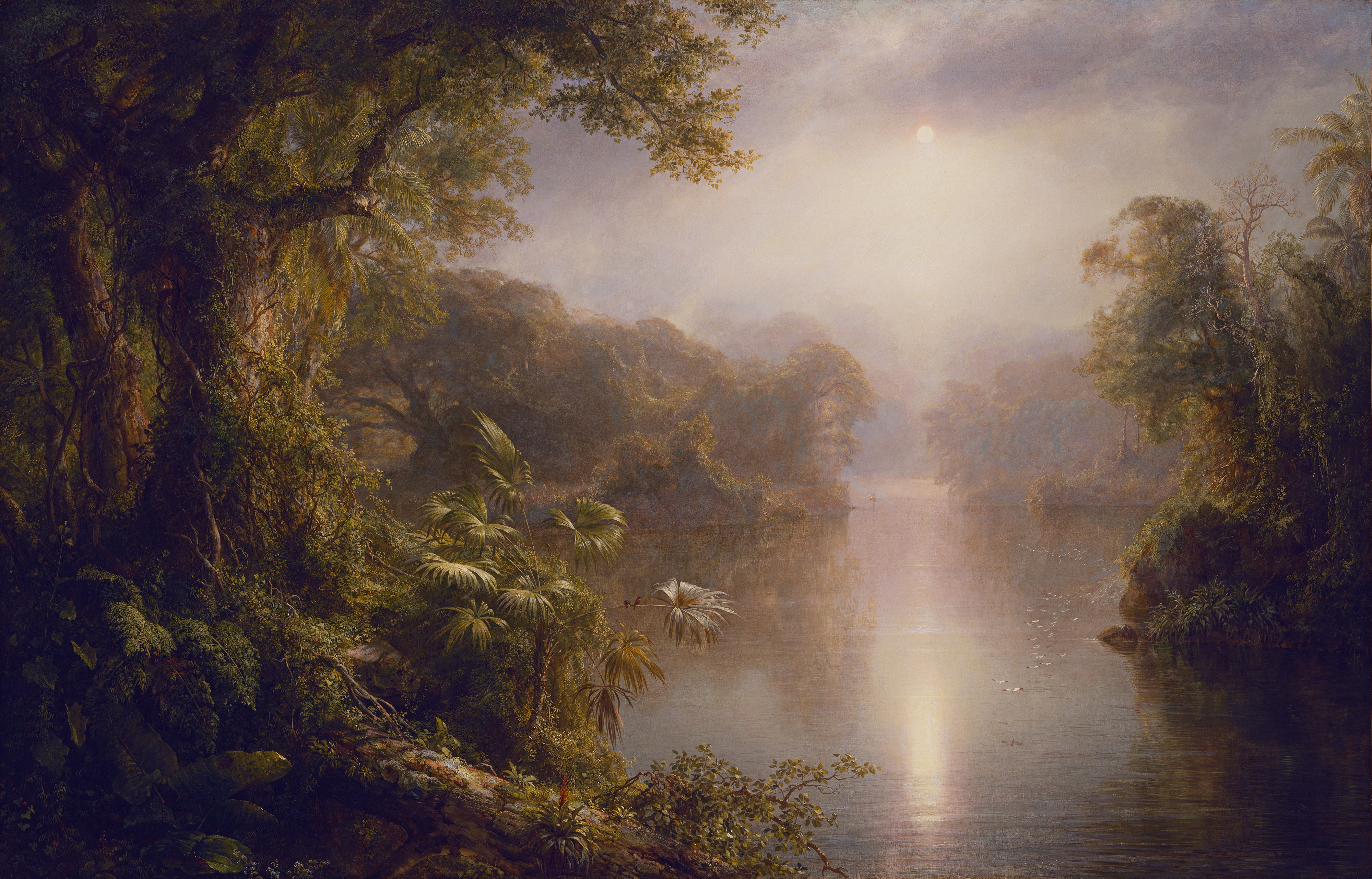
Matin dans les tropiques, 1877, National Gallery of Art, Washington, D.C..
L'Arche naturelle, 1852, University of Virginia Art Museum.

## Hommages
- (10343) Church, astéroïde.